# Salix fengiana
Salix fengiana är en videväxtart som beskrevs av C.F. Fang och Chang Y. Yang. Salix fengiana ingår i släktet viden, och familjen videväxter. Utöver nominatformen finns också underarten S. f. gymnocarpa.